# Remience
Remience (en wallon : R'myince) est un village de la commune belge de Vaux-sur-Sûre située en Région wallonne dans la province de Luxembourg.
Avant la fusion des communes de 1977, Remience faisait partie de la commune de Morhet.

## Étymologie
Le nom du village vient du patronyme germanique Ramo ou Remo présent aussi dans les localités voisines de Remichampagne et Remoiville.

## Situation et description
Remience est un petit village situé sur le plateau ardennais à environ 15 km au sud-ouest de Bastogne entre Morhet et Vaux-sur-Sûre. L'altitude y avoisine les 490 m. Le village est principalement composé d'anciennes fermes en pierre du pays (grès ou schiste) ou en crépi dont certaines sont toujours en activité. Quelques constructions récentes de type pavillonnaire se sont implantées le long de la route menant à Morhet. Remience se trouve dans un environnement de prairies presque entièrement entourées de forêts.

## Histoire
En 1636, une épidémie de peste décima la totalité de la population du village qui resta abandonné durant une vingtaine d’années.

## Patrimoine
La chapelle dédiée à Notre-Dame de l'Assomption a été bâtie en 1949 sur les plans de l'architecte Émile Maréchal. L'édifice est construit en moellons de grès. Le portail d'entrée et la plupart des baies forment des arcs brisés. La chapelle possède un clocheton carré et une flèche acérée.